# 紙板警察

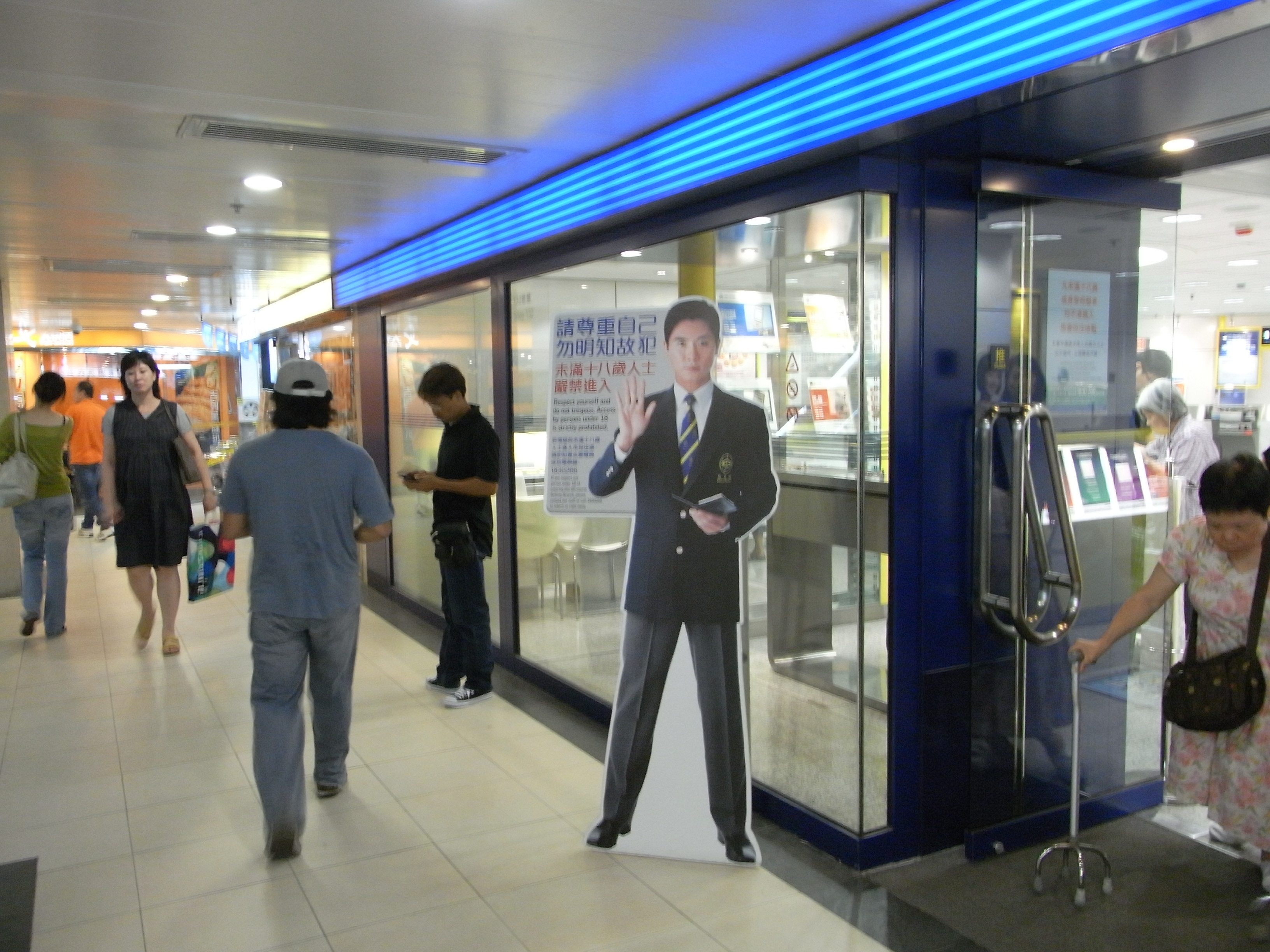
紙板保安

紙板警察，即以平面設計卡紙造成，以真實比例製造的樣板警察，在多個國家被採用，包括中國、英國及加拿大等，香港亦有曾經使用。證據顯示，放置紙板警察能夠有效地減少罪案發生。

## 成本
紙板成本便宜，使用時亦不需要計算工作時間及薪酬等，沒有勞資問題，但是或會需要考慮著作權、肖像權及版權合約問題。